# Papirus Oxyrhynchus 16

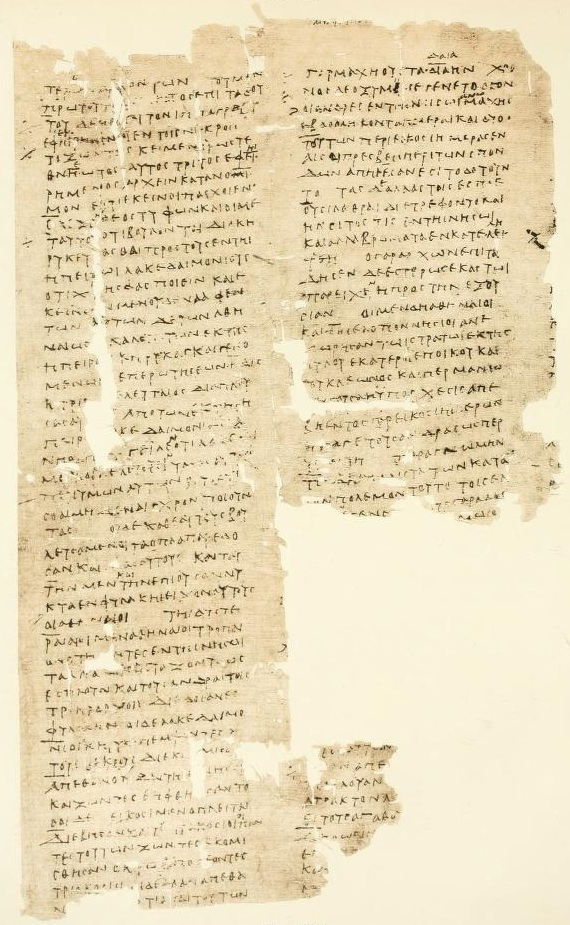
Papirus Oxyrhynchus 16

Papirus Oxyrhynchus 16 oznaczany jako P.Oxy.I 16 – fragment czwartej księgi (rozdziały 36-41) Wojny peloponeskiej Tukidydesa napisanej w języku greckim. Papirus ten został odkryty przez Bernarda Grenfella i Arthura Hunta w 1897 roku w Oksyrynchos. Fragment jest datowany na I wiek n.e. Przechowywany jest w The University Museum biblioteki Uniwersytetu Pensylwanii (E 2747). Tekst został opublikowany przez Grenfella i Hunta w 1898 roku.
Manuskrypt został napisany na papirusie, w formie zwoju. Rozmiary zachowanego fragmentu wynoszą 25,6 na 20 cm. Fragment zawiera trzy kolumny pisane po 50-53 linijek. Tekst jest napisany małą i nieregularną uncjałą. Nie zawiera numeracji stron.
Fragment tego samego egzemplarza Wojny peloponeskiej zawiera również P.Oxy.IV 696 przechowywany w tym samym muzeum (E 2814). P.Oxy.I 16 jest jednym z około 20 papirusów z fragmentami Wojny peleponeskiej znalezionych w Oxynrhynchus.